# Blackbird (album, Alter Bridge)
Blackbird je druhé studiové album americké rockové kapely Alter Bridge. Producentem je Michael "Elvis" Baskette. Vyšlo pod vydavatelstvím Universal Republic 8. října 2007 ve Velké Británii, 9. října 2007 ve Spojených státech, 20. října 2007 v Austrálii a v Japonsku 4. prosince 2007. Prvním singlem byla skladba "Rise Today", oficiálně vydána 30. července 2007. Druhým singlem se stala "Ties That Bind", avšak jen pro Velkou Británii a Evropu. Video k tomuto singlu bylo natočeno během koncertu v Dallasu v Texasu, 30. října 2007. Dne 2. ledna 2008 bylo oznámeno, že dalším singlem bude skladba "Watch Over You". Posledním singlem se stala "Before Tomorrow Comes" v dubnu 2008. 

Na rozdíl od debutového alba "One Day Remains", kde většina písní byla napsána před příchodem zpěváka Mylese Kennedyho, na albu "Blackbird" byl již Kennedy plně začleněn do kapely jako kytarista a skladatel. Spolu s Markem Tremontim se oba podíleli na psaní písní, všichni čtyři pak nedílně pracovali na aranžích. 

Titulní skladba "Blackbird" je obecně považována fanoušky za nejlepší píseň, kterou zatím kapela napsala.
Album dosáhlo v americkém žebříčku US Billboard 200 13. pozice, v US Top Rock Albums pak 4. místa. Ve Velké Británii v žebříčku UK Rock Album Chart se dokonce dostalo na 2. místo.

## Seznam skladeb
1. Ties That Bind - 3:19
2. Come To Life - 3:51
3. Brand New Start - 4:54
4. Buried Alive - 4:34
5. Coming Home - 4:19
6. Before Tomorrow Comes - 4:06
7. Rise Today - 4:21
8. Blackbird - 7:58
9. One By One - 4:20
10. Watch Over You - 4:19
11. Break Me Down - 3:56
12. White Knuckles - 4:24
13. Wayward One - 4:47

UK iTunes verze - bonus
1. We Don't Care At All - 3:42

Best Buy verze - bonusy
1. The Damage Done - 3:45
2. New Way To Live - 5:40

## Popis alba
Album Blackbird neztrácí na intenzitě a je více než na chytlavost zaměřeno na nefalšovaný hard rock. Skladby jsou propleteny složitými kytarovými riffy a sóly, kterých je na desce opravdu nespočetné množství a Tremonti opět dokazuje, co dokáže za divy, když se dostane ke kytaře. Naprosto každý musí být spokojen s úvodní skladbou "Ties That Bind", která by probudila snad i mrtvého. "Come To Life" je klasická pohodovka, kde hodně vyniká Marshallova basa. Na skladbu pěkně navazuje "Brand New Start" a po níž následují "Buried Alive" a "Coming Home", která vystihuje post-grunge v jeho pravém světle. "Before Tomorrow Comes" je rytmická pohodová skladba. "Rise Today" - klasická hitovka s perfektními přechody rytmiky i melodiky ukončená famózním Tremontiho sólem. V pořadí osmá skladba nese stejný název jako album samé - "Blackbird". Je to nejdelší skladba z obou alb. Klasická rocková balada - má pomalý rozjezd a pěkný přechod před mohutným kytarovým sólem, po kterém následně opět zpomalí. Po ní následuje další typická post-grungeová píseň "One By One". "Watch Over You" - další balada, něco na způsob "In Loving Memory" v předchzím albu. Po ní pokračuje pohodová "Break Me Down". "White Knuckles" je solidní vypalovačka, vůbec nejvíce post-grungeová a zakončení v podobě "Wayward One" je tím pravým, co mohlo ukončit toto album.

## Singly
- Rise Today (2007) (Videoklip)
- Ties That Bind (2007) - pouze v UK (Videoklip)
- Watch Over You (2008) (Videoklip)
- Before Tomorrow Comes (2008)

## Obsazení
- Myles Kennedy - sólový zpěv, doprovodný zpěv, rytmická kytara
- Mark Tremonti - doprovodný zpěv, sólová kytara
- Brian Marshall - baskytara
- Scott Phillips - bicí, perkuse, klávesy